# Noah Darvich
Noah Darvich (Friburgo de Brisgovia, 25 de septiembre de 2006) es un futbolista alemán que juega de centrocampista en el VfB Stuttgart de la 1. Bundesliga.

## Trayectoria
Criado en Bad Krozingen, pasó por la cantera del S. C. Friburgo. En la temporada 2022-23 se convirtió en un habitual proveedor de goles y asistencias para el equipo sub-17 del Friburgo, dando paso a su ascenso al equipo sub-19, al tiempo que apareció como uno de los jugadores alemanes más cotizados de su generación, a pesar de tener solo 16 años. El martes 8 de agosto de 2023 fue presentado como nuevo jugador del filial del Barça tras ser fichado por Deco a razón de 3 millones de euros.
En dos años en Barcelona disputó cerca de cincuenta partidos y realizó la pretemporada con el primer equipo en su segunda campaña. Se marchó en julio de 2025, de regreso a Alemania, tras ser traspasado al VfB Stuttgart.

## Selección nacional
En mayo de 2023 fue seleccionado por Christian Wück para el Campeonato Europeo Sub-17 de la UEFA 2023 como capitán de Alemania sub-17.

## Estadísticas

### Clubes
Actualizado al último partido disputado el 17 de mayo de 2025.
| Club                             | Div.          | Temporada     | Liga  | Liga  | Liga   | Copas nacionales | Copas nacionales | Copas nacionales | Copas internacionales | Copas internacionales | Copas internacionales | Total | Total | Total  |
| Club                             | Div.          | Temporada     | Part. | Goles | Asist. | Part.            | Goles            | Asist.           | Part.                 | Goles                 | Asist.                | Part. | Goles | Asist. |
| -------------------------------- | ------------- | ------------- | ----- | ----- | ------ | ---------------- | ---------------- | ---------------- | --------------------- | --------------------- | --------------------- | ----- | ----- | ------ |
| F. C. Barcelona Atlètic · España | 1.ª F         | 2023-24       | 21    | 1     | 0      | —                | —                | —                | —                     | —                     | —                     | 21    | 1     | 0      |
| F. C. Barcelona Atlètic · España | 1.ª F         | 2024-25       | 25    | 0     | 2      | —                | —                | —                | —                     | —                     | —                     | 25    | 0     | 2      |
| F. C. Barcelona Atlètic · España | Total club    | Total club    | 46    | 1     | 2      | 0                | 0                | 0                | 0                     | 0                     | 0                     | 46    | 1     | 2      |
| Total carrera                    | Total carrera | Total carrera | 46    | 1     | 2      | 0                | 0                | 0                | 0                     | 0                     | 0                     | 46    | 1     | 2      |

## Palmarés

### Campeonatos internacionales
| Título                        | Selección         | Sede      | Año  |
| ----------------------------- | ----------------- | --------- | ---- |
| Europeo Sub-17                | Alemania (sub-17) | Hungría   | 2023 |
| Copa Mundial de Fútbol Sub-17 | Alemania (sub-17) | Indonesia | 2023 |